# Komunální banka (Novi Sad)
Budova Komunální banky (srbsky Зграда Комуналне банке/Zgrada Komunalne banke) se nacházela v Novém Sadu na nároží ulic Narodnih heroja a Bulevar Mihajla Pupina, v blízkosti bývalého arménského kostela. Secesní objekt byl památkově chráněný.

## Historie
Svůj název dům získal podle sídla tzv. Komunální banky, která se do budovy přesídlila v roce 1955. Nahradila tím předchozí Obchodní a řemeslnou banku.
V budově sídlila na počátku 21. století pobočka banky Erste Bank. 
Památkově chráněná budova byla stržena v roce 2016 v souvislosti s výstavbou nových výškových objektů v okolí. Samospráva města nicméně vyjádřila novému projektu podporu ve snaze zlepšit využití okolí budovy poštovního paláce a zajištění nových obchodních příležitostí. Z budovy bylo nakonec zachováno její průčelí a integrováno do nově vybudovaného Pupinova paláce.